# Saturday Night
Saturday Night - це пісня гурту Drowning Pool. Пісня була випущена 13 листопада 2012 року з їхнього альбому Resilience. В загальному її описують як мелодійний гімн.

## Концепція пісні
У інтерв'ю музичному вебсайту Noisecreep, басист Стіві Бентон сказав:

| «Запитання, яке мені задають найчастіше — це „Яке воно, життя під час турне“? Ця пісня — мій найкращий опис типового дня в дорозі.»[1][2] Оригінальний текст (англ.) «The question I am most often asked is „What's life on tour like?“ This song is my best description of a typical day on the road.» |

## Відеокліп
В сюжеті музичного відеокліпу гурт грає в будинку перед величезним натовпом під час вечірки. У кліпі зображені люди, які розважаються на вечірці, скупо одягнені жінки, і просто люди, які весело проводять час. Зрештою у відео поліція припиняє гулянку через її інтенсивність.

## Список треків
| #  | Назва            | Тривалість |
| -- | ---------------- | ---------- |
| 1. | «Saturday Night» | 3:53       |

## Учасники
- Джейсен Морено — вокал
- Сі-Джей Пірс — гітара
- Майк Льюс — ударні
- Стіві Бентон — баси